# Poděbradská jednota
Poděbradská jednota či Jednota poděbradská byla politická strana českých kališníků, založená 24. června 1448 v Kutné Hoře, v jejímž čele stál Jiří z Poděbrad. Prosazovala dodržování kompaktát a bojovala proti Strakonické jednotě českých katolíků. 3. září 1448 vojska Poděbradské jednoty téměř bez boje obsadila Prahu a otevřela tak Jiřímu z Poděbrad cestu k funkci správce země a později krále.

## Historie
Poděbradská jednota byla založena dne 24. června 1448 na sjezdu v Kutné Hoře a jejím správcem byl zvolen Jiří z Poděbrad. Již v srpnu téhož roku bylo svoláno vojsko jednotky, které se formovalo u Kutné hory. Odtud vytáhlo asi 9000 mužů v čele s Jiřím z Poděbrad vstříc Praze, která padla při útoku v noci z 2. na 3. září. Poděbradská jednota poté pozvala zástupce protistrany a neutrálních šlechticů na sněm, který se měl konat po 28. říjnu. Avšak ten se kvůli vzájemným rozbrojům nakonec nekonal. 
Jako odpověď na obsazení Prahy vznikla 8. února 1449 Strakonická jednota v čele s pány z Rožmberka. Dne 10. dubna obě strany vyjednaly v Jindřichově Hradci roční příměří. V srpnu 1449 byl pak svolán sněm do Jihlavy, který však skončil bez výsledku.
Obě strany využily příměří k tomu, aby získaly spojence. Poděbradská jednota si vyjednala podporu braniborských markrabat Albrechta Achilla a jeho bratra Fridricha II., mosbašského falckraběte Oty I. a míšeňského markraběte Viléma, zatímco Strakoničtí získali na svou stranu jeho bratra, saského vévodu Fridricha II. Záminkou k vypuknutí bojů se stala akce Buriana I. z Gutštejna, který v květnu 1450 zajal jednoho z rožmberských poslů. Vojsko Poděbradů obsadilo 23. května hrad Kostelec nad Sázavou a následně oblehlo Buštěhrad. Obléhání bylo přerušeno zprávou o příchodu strakonického vojska. Obě armády se střetly 4. června v dělostřelecké bitvě u Rokycan, po které se Strakoničtí stáhli do Plzně. Dne 4. srpna 1450 bylo na hradě Kámen u Pacova, jehož majitelem byl v té době stoupenec Jiřího z Poděbrad – Purkart Kamarét ze Žirovnice, jednání Jiřího z Poděbrad s Jindřichem z Rožmberka. Následně bylo podepsáno příměří. Poděbradská jednota toho roku ještě na podzim táhla do Míšeňska.
V listopadu byl do Prahy svolán tzv. svatokateřinský sněm, který měl jednat o urovnání sporů mezi jednotami a o obnovení míru v zemi a který trval až do následujícího roku.

## Známí členové jednoty
- Jiří z Poděbrad
- Jindřich II. z Michalovic
- Burian I. z Gutštejna